# Die Koffer des Herrn O.F.
Die Koffer des Herrn O.F. è un film del 1931 diretto da Alexis Granowsky. Prodotto da Tobis Film, è stato realizzato presso i Johannisthal Studios di Berlino con scenografie disegnate dall'art director Erich Czerwonski.  La sceneggiatura è stata originariamente scritta in tedesco da Léo Lania e le musiche sono state composte da Karol Rathaus. Fra gli interpreti compaiono le future star di Hollywood Peter Lorre, qui nel ruolo del giornalista Stix, e la non ancora diciassettenne Hedy Lamarr nel piccolo ruolo della figlia del sindaco.

## Trama
Un giorno nella piccola e assonnata città tedesca di Ostenda, così lontana dagli eventi che accadono nel mondo, vengono recapitati al Grand Hotel cittadino 13 bauli recanti le iniziali del proprietario, un certo "O.F.", con la contestuale prenotazione di sei camere dell'albergo. Questo evento scatena l'immaginazione dei cittadini del piccolo borgo sull'identità del misterioso ospite, sicuramente una personalità ricca e facoltosa che per ignote ragioni ha scelto Ostenda come sua futura meta. 
Il sindaco e diversi uomini d'affari del posto non vogliono lasciarsi sfuggire l'occasione di trarre dei vantaggi dall'imminente arrivo e si preparano a ricevere lo straniero con tutti gli onori. L'editore del giornale locale Stix ha l'idea di diffondere la falsa notizia che l'ospite non può che essere un miliardario di nome Oscar Flott, mentre l'architetto Stark, assecondando tale invenzione, prevede che il motivo della visita sia da attribuire a ingenti investimenti futuri nel campo delle costruzioni, tali da trasformare Ostenda in una grande metropoli.
La speculazione dei due uomini coglie nel segno: la tiratura del giornale di Stix sale alle stelle, mentre Stark viene assediato dai dignitari locali che vogliono investire loro stessi nell'edilizia in modo da anticipare il misterioso O.F.
In breve tempo la tranquilla cittadina si trasforma in un grande cantiere, che contribuisce ad una ripresa economica generale, sconosciuta al resto della nazione. Ostenda diventa un centro vivace con locali di intrattenimento, le banche traboccano di liquidità e i cittadini si scoprono sensibili alla moda e al buon vivere, il tutto, naturalmente, senza che il misterioso ospite proprietario dei 13 bauli si sia ancora fatto vivo. 
Preoccupati che tutto questo clamore scoppi come una bolla di sapone per la prolungata attesa del loro importantissimo ospite, Stix, d'accordo con Stark e il proprietario del Grand Hotel, improvvisano la messa in scena dell'arrivo di O.F. all'albergo, diffondendo però la notizia che a causa di una indisposizione costui non può ricevere visite e deve rimanere confinato nell'hotel su consiglio del medico. Unica concessione, un rapido saluto ai cittadini dal balcone della sua camera (con il miliardario impersonato dal figlio dell'albergatore). 
I cittadini di Ostenda sono rassicurati: il signor O.F. esiste davvero ed è arrivato. Il boom può continuare e dopo un anno il sonnolento paesino è diventato una città così fiorente da essere scelta come sede di una importante conferenza economica mondiale, organizzata proprio allo scopo di capire le ragioni di tale miracolo economico nel bel mezzo della Grande depressione.
Tempo dopo, Stix e Stark capiscono che è giunto il momento di "far morire" la loro invenzione, il loro fantomatico Oscar Flott. Si rendono però conto con stupore che nei cittadini la memoria del misterioso O.F. è del tutto scomparsa. Semplicemente nessuno ricorda più il mistero dei 13 bauli e del loro proprietario.
Nel medesimo tempo a Zurigo, nella sede di una compagnia di spedizioni, si conclude una indagine interna durata anni tesa a scoprire dove siano finiti i 13 bauli dell'attrice Ola Felden, destinati a Ostenda in Belgio e finiti per sbaglio nel piccolo paese di Ostenda in Germania.

## Produzione
Il film fu girato dal 15 settembre al 17 ottobre del 1931 negli studi Jofa di Berlino-Johannisthal. La prima ebbe luogo il 2 dicembre 1931 nella Mozartsaal-Lichtspiele di Berlino, e a Vienna il 4 giugno del 1932. In seguito, con l'avvento del nazismo in Germania, la Camera del Cinema del Reich ordinò che il film fosse tagliato considerevolmente e poi ridistribuito nelle sale cinematografiche con il titolo Bauen und heiraten (costruire e sposarsi).
Nelle intenzioni dello sceneggiatore del film Léo Lania la pellicola avrebbe dovuto rappresentare una critica al capitalismo. Die Koffer des Herrn O.F. ricevette recensioni miste da parte della critica, divisa in particolare sugli elementi fantastici e grotteschi del film.